# Carles Puyol
Carles Puyol Saforcada (La Pobla de Segur, Lleida, 1978. április 13. –) spanyol/katalán labdarúgó, az FC Barcelona csapatkapitánya volt. A világ egyik legjobb hátvédjeként tartották számon és a spanyol labdarúgó-válogatottnak is állandó tagja volt.
Puyol szerepelt a spanyol válogatottban a 2000-es Nyári Olimpiai Játékokon, a 2002-es Világbajnokságon és a 2004-es Európa-bajnokságon is. Túl van a 80. válogatottságán. Támadó szellemű játékos, ezért nevelőegyesületében, a La Pobla de Segur-ban csatárt játszott, azonban egy vállsérülés után már kapus sem lehetett, pedig az eredeti posztja az volt.
Egy nem hivatalos mérkőzés erejéig a katalán válogatottban is játszott.

## Pályafutása
17 évesen került a Barca B csapatába 1996-ban és 1999-ben az akkori vezetőedző, Louis van Gaal vitte őt a nagycsapatba. A debütáló mérkőzését 1999. október 2-án játszotta a Valladolid ellen (2-2-es döntetlen lett). Jobb védőként verekedte be magát a kezdőcsapatba, de később középre húzódott.
Először a 2003–2004-es szezonban lett a Barcelona csapatkapitánya. Raúl sérülésekor a spanyol válogatottnál is betölti ezt a posztot.
Carles Puyol a Bajnokok Ligája-címvédő, spanyol bajnok FC Barcelona labdarúgócsapatának kapitánya 2016-ig hosszabbította meg szerződését.

## Sikerei, díjai
FC Barcelona
- Spanyol bajnok: 2005, 2006, 2009, 2010, 2011
- Spanyolkupa-győztes: 2009, 2012
- Spanyol szuperkupa-győztes: 2006
- UEFA-bajnokok ligája-győztes: 2006, 2009, 2011
- Klubvilágbajnok: 2009, 2011
- UEFA-szuperkupa győztes: 2006, 2009, 2011

Spanyol válogatott
- Európa-bajnok: 2008, 2012
- Világbajnok: 2010

Legjobb jobb oldali védő2002

## Magánélete
2022. október 8-án, Iker Casillas tweetjére, amikor bejelentette, hogy meleg, azzal válaszolt, hogy "Itt az idő, hogy elmondjuk történetünket," aminek következtében heteroszexualitását több sajtóforrás is megkérdőjelezte.